# Зимно бърне
Зимното бърне (Anas crecca) е птица, един от по-дребните представители на семейство Патицови (Anatidae), разред Гъскоподобни (Anseriformes).

## Физически характеристики
Най-дребната патица, изглеждаща почти като бекасова птица в полет, с тесни, заострени криле и къса шия. Дължината на тялото е около 30-38 cm, размахът на крилете е около 58 cm и тежи около 200-450 g. Излита от водата лесно, издига се бързо и стръмно нагоре, лети в гъсто, компактно ято, с бърз и стремителен полет, като често завива и сменя посоката на полета. Отдалеч в полет изглежда тъмно на цвят, с къса широка бяла ивица отгоре, по средата на крилото (и при двата пола). Крилното огледало е лъскавозелено. Мъжкият в брачно оперение има кестенява глава със зелени страни, като зеленото е оградено с тънка жълта ивица. Страните на подопашието са светложълти, оградени с черно, забелязващи се отдалеч. Надлъжно по сивото тяло има хоризонтална бяла ивица. Женската е кафява, с надлъжни тъмни резки и петна. Плаващите птици приличат на женското лятно бърне, но се отличават по: дребните размери; малкия клюн, често с малко оранжево в основата; сравнително тъмната презочна ивица и липсата на тъмна ивица върху бузите, поради което главата изглежда доста едноцветна; страничното светло петно в основата на опашката; подбрадието и гърлото не са така ясно жълтеникавобели. В полет сигурен отличителен белег е оцветяването на крилете; коремът има в центъра светло петно с неясни граници; подкрилията в средата са бели, а краищата им са тъмни. Мъжките птици в извънбрачно оперение и младите много приличат на женските, но младите са с общо взето по-тъмно оперение и хълбоците им са на райета (възрастните женски имат по-фин люспест рисунък).

## Разпространение
Гнезди практически в цяла Европа (включително България) и Азия. Зимува в Африка, южните части на Азия. Обитава гъсто обрасли крайбрежни участъци.

## Начин на живот и хранене
Храни се със смесена храна. Извършва сезонни миграции.

## Размножаване
Снася от 5 до 15 яйца, които мъти само женската около 23 дни. Само женската се грижи за малките, които подобно на другите Патици се излюпват достатъчно развити за да се придвижват и хранят сами.

## Допълнителни сведения
Мъжките имат ясен звънлив писък „прим, прим“, който може да се сбърка само с този на шилоопашатата патица, но е по-висок. Женските квакат слабо, високо, с носов глас „пийт-пат-пат“, като първият тон е висок, а след това постепенно заглъхва.
На територията на България е ловен обект.